# Албана Армянская
Албана Армянская, вариант Альбана (англ. Albanopolis, Armenia, Urbanopolis) — город в Великой Армении. Известен тем, что в нём мученически умер апостол Варфоломей. Подробных сведений о городе очень мало. По другой версии Альбана предположительно находилась на месте современного города Баку. Среди других возможных отождествлений этого города — Албак (ныне Башкале) или Дербент.

## Упоминание в литературе

Часовня на предполагаемом месте казни апостола Варфоломея в Баку (уничтожена в 1937 году)

Это было около 508 и мощи, вѣроятно, пренесены изъ Албаны армянской (т : е : изъ Баку)
Перенесение мощей апостола Варфоломея было в конце VI века. Его апостольская деятельность и мученическая кончина воспоминаются Церковью 11 июня. Апостол Варфоломей пострадал за Христа в Албане Армянской 68 или в 71 году, где и находились его святые мощи.
Согласно преданию, по наущению языческих жрецов брат армянского царя Астиаг «схватил святого апостола и в городе Альбане». Варфоломея распяли вниз головой, но он продолжал свою проповедь, тогда его сняли с креста, сняли кожу, а затем обезглавили. Верующие взяли «его тело, главу и кожу, положили их в оловянную раку и предали погребению в том же городе, Албане, что в Великой Армении». Такая версия излагается в тексте, известном, как «Деяния апостола Филиппа»; она повторяется у Иеронима, Евсевия, а также у Исидора Севильского. Армянскую версию мученичества Варфоломея поддерживал ряд историков, в том числе М. ван Эсбрук. Другие специалисты отвергают армянскую локализацию Албаны (Албанополя).